# 897

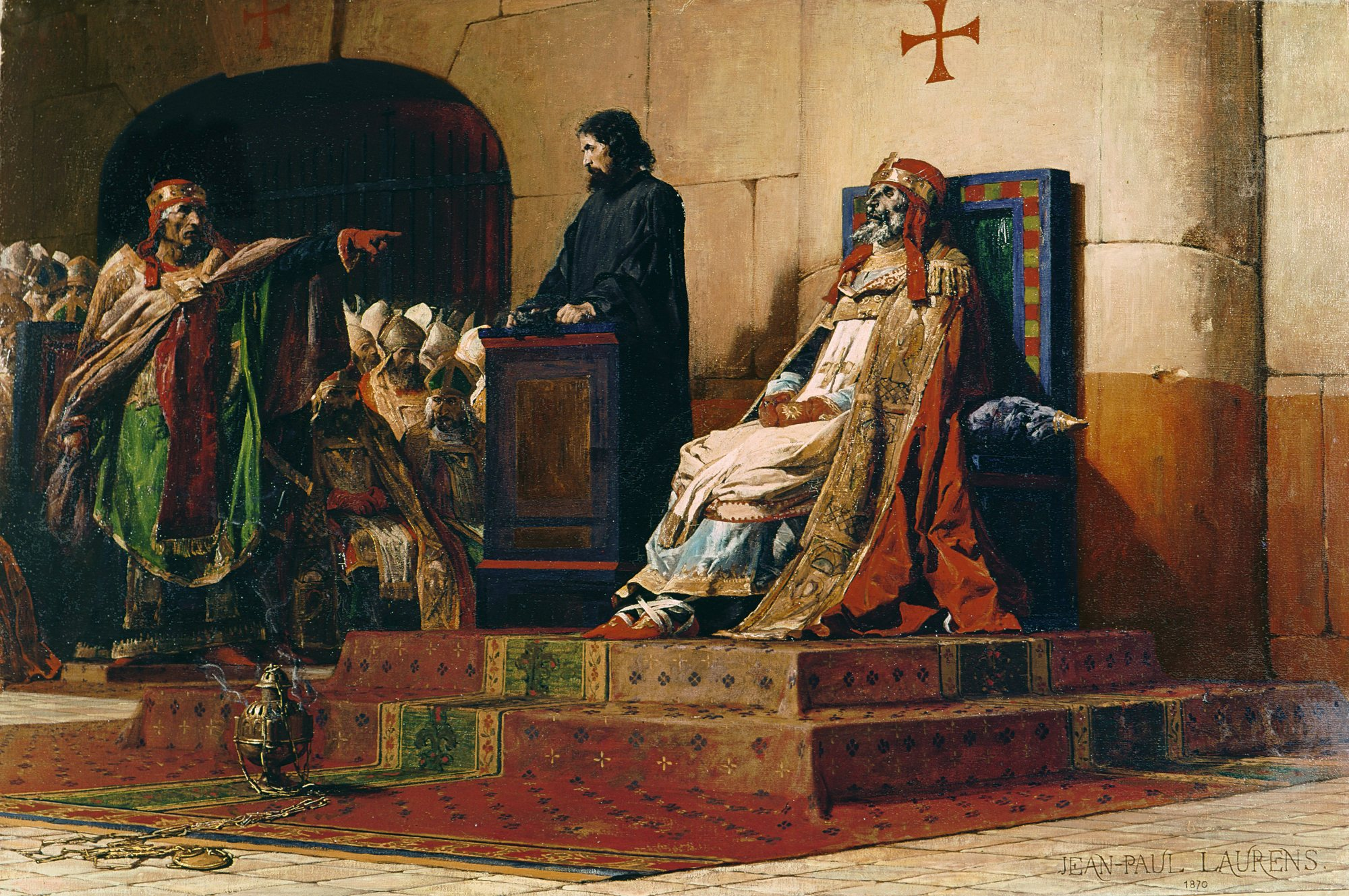
Paus Formosus wordt berecht tijdens een schijnproces in de Sint-Pietersbasiliek

Het jaar 897 is het 97e jaar in de 9e eeuw volgens de christelijke jaartelling.

## Gebeurtenissen

### Europa
- Voorjaar - Koning Lambert II vertrekt vanuit Pavia met een delegatie (waaronder zijn moeder Ageltrude) naar Rome, om zich door paus Stefanus VI te laten erkennen als keizer van het Heilige Roomse Rijk. Hierdoor blijft het noorden van Italië (ingelijfd door het Oost-Frankische Rijk) verdeeld en wordt het koninkrijk een onafhankelijke staat.
- Wifried I, een Frankische markgraaf, wordt tijdens een tegenaanval van de verdediging van de vestingstad Barcelona (huidige Spanje) tegen de Moren gedood. Zijn graafschappen in Catalonië worden verdeeld onder zijn zonen. Wifried II volgt zijn vader op als graaf van Barcelona, Gerona en Osona.

### Japan
- Keizer Uda doet afstand van de troon (na een regeerperiode van 10 jaar) ten gunste van zijn 12-jarige zoon Daigo. Hij volgt hem op als de 60e keizer van Japan.

## Religie
- Kadaversynode: Paus Stefanus VI (VII) houdt een schijnproces tegen zijn overleden voorganger Formosus. Het lijk van Formosus wordt opgegraven en uitgedost in pauselijke gewaden, officieel berecht en veroordeeld.
- Zomer - Stefanus VI wordt tijdens een volksopstand afgezet, gevangengenomen en vermoord. Hij wordt opgevolgd door Romanus als de 114e paus van de Katholieke Kerk.
- Romanus treedt af na een pontificaat van 2 maanden en trekt zich terug in een klooster. Hij wordt opvolgd door Theodorus II als de 115e paus van de Katholieke Kerk.
- Theodorus II rehabiliteert Formosus en laat hem herbegraven in de Sint-Pietersbasiliek. Hij overlijdt (mogelijk vermoord) slechts na een ambtstermijn van 20 dagen.

## Geboren
- Balderik, bisschop van Utrecht (overleden 975)
- Hugo de Grote, Frankisch edelman (overleden 956)

## Overleden
- 11 augustus - Wifried I, Frankisch markgraaf
- Stefanus VI (VII), paus van de Katholieke Kerk
- Theodorus II (57), paus van de Katholieke Kerk